# Brinsley Shaw
Brinsley Shaw est un acteur et réalisateur américain né le 18 mars 1876 à New York, (États-Unis), mort le 3 juillet 1931 à New York).

## Filmographie partielle

### Comme acteur
- 1910 : The Masquerade Cop de Gilbert M. Anderson
- 1912 : Broncho Billy and the Schoolmistress de Broncho Billy Anderson
- 1912 : Broncho Billy and the Indian Maid de Broncho Billy Anderson
- 1921 : Les Quatre Cavaliers de l'Apocalypse (The Four Horsemen of the Apocalypse) de Rex Ingram
- 1924 : The Last of the Duanes de Lynn Reynolds
- 1926 : Bucking the Truth (en) de Milburn Morante : « Coarse Gold » Charlie
- 1927 : Colombe (The Dove) de Roland West